# Premier League 1995/1996
Soutěžní ročník Premier League 1995/96 byl 4. ročníkem Premier League, tedy anglické nejvyšší fotbalové ligy. Soutěž byla započata 19. srpna 1995 a poslední kolo se odehrálo 5. května 1996. Liga se skládala z 20 klubů. Blackburn Rovers byl obhájcem titulu z minulé sezóny.
Vítězem se ale stal již potřetí Manchester United. O titulu se rozhodlo až v posledním kole, kdy United vyhráli 3:0 nad Middlesbrough a druhý Newcastle již neměl šanci Red Devils předběhnout.
Počet týmů v Premier League se od této sezóny snížil na 20. Toho bylo dosaženo zvýšením počtu sestupujících týmů na čtyři a snížením postupujících týmů postupujících z Football League First Division na dva v minulém ročníku.

## Složení ligy v ročníku 1995/96
Soutěže se účastnilo 20 celků. K prvním osmnácti z minulého ročníku se připojil Middlesbrough, který si účast zajistil již v základní části předcházejícího ročníku Football League First Division, a Bolton Wanderers, ten si účast vybojoval vítězstvím v play off. Opačným směrem putovala mužstva Crystal Palace, Norwiche City, Leicesteru City a Ipswich Townu. Došlo tak k redukci týmů hrajících Premier League z 22 na 20.
| Klub                | 1994/95          | Město               | Stadión              |
| ------------------- | ---------------- | ------------------- | -------------------- |
| Blackburn Rovers    | Zlatá medaile    | Blackburn           | Ewood Park           |
| Manchester United   | Stříbrná medaile | Manchester          | Old Trafford         |
| Nottingham Forest   | Bronzová medaile | Nottingham          | City Ground          |
| Liverpool           | 4.               | Liverpool           | Anfield              |
| Leeds United        | 5.               | Leeds               | Elland Road          |
| Newcastle United    | 6.               | Newcastle upon Tyne | St James' Park       |
| Tottenham Hotspur   | 7.               | Londýn              | White Hart Lane      |
| Queens Park Rangers | 8.               | Londýn              | Loftus Road          |
| Wimbledon           | 9.               | Londýn              | Selhurst Park        |
| Southampton         | 10.              | Southampton         | The Dell             |
| Chelsea             | 11.              | Londýn              | Stamford Bridge      |
| Arsenal             | 12.              | Londýn              | Arsenal Stadium      |
| Sheffield Wednesday | 13.              | Sheffield           | Hillsborough Stadium |
| West Ham United     | 14.              | Londýn              | Boleyn Ground        |
| Everton             | 15.              | Liverpool           | Goodison Park        |
| Coventry City       | 16.              | Coventry            | Highfield Road       |
| Manchester City     | 17.              | Manchester          | Maine Road           |
| Aston Villa         | 18.              | Birmingham          | Villa Park           |
| Middlesbrough       | First Division   | Middlesbrough       | Riverside Stadium    |
| Bolton Wanderers    | First Division   | Bolton              | Burnden Park         |

### Realizační týmy a dresy
| Klub                | Trenér           | Kapitán         | Výrobce dresu | Sponzor dresu       |
| ------------------- | ---------------- | --------------- | ------------- | ------------------- |
| Arsenal             | Bruce Rioch      | Tony Adams      | Nike          | JVC                 |
| Aston Villa         | Brian Little     | Andy Townsend   | Reebok        | AST Research        |
| Blackburn Rovers    | Ray Harford      | Tim Sherwood    | Asics         | CIS                 |
| Bolton Wanderers    | Colin Todd       | Alan Stubbs     | Reebok        | Reebok              |
| Chelsea             | Glenn Hoddle     | Dennis Wise     | Umbro         | Coors               |
| Coventry City       | Ron Atkinson     | Brian Borrows   | Pony          | Peugeot             |
| Everton             | Joe Royle        | Dave Watson     | Umbro         | Danka               |
| Leeds United        | Howard Wilkinson | Gary McAllister | Asics         | Thistle Hotels      |
| Liverpool           | Roy Evans        | Ian Rush        | Adidas        | Carlsberg           |
| Manchester City     | Alan Ball        | Keith Curle     | Umbro         | Brother             |
| Manchester United   | Alex Ferguson    | Steve Bruce     | Umbro         | Sharp               |
| Middlesbrough       | Bryan Robson     | Nigel Pearson   | Erreà         | Cellnet             |
| Newcastle United    | Kevin Keegan     | Peter Beardsley | Adidas        | Newcastle Brown Ale |
| Nottingham Forest   | Frank Clark      | Stuart Pearce   | Umbro         | Labatt's            |
| Queens Park Rangers | Ray Wilkins      | David Bardsley  | View From     | Compaq              |
| Sheffield Wednesday | David Pleat      | Peter Atherton  | Puma          | Sanderson           |
| Southampton         | Dave Merrington  | Matt Le Tissier | Pony          | Sanderson           |
| Tottenham Hotspur   | Gerry Francis    | Gary Mabbutt    | Pony          | Hewlett-Packard     |
| West Ham United     | Harry Redknapp   | Steve Potts     | Pony          | Dagenham Motors     |
| Wimbledon           | Joe Kinnear      | Vinnie Jones    | Core          | Elonex              |

### Trenérské změny
| Klub                | Odcházející trenér        | Důvod odchodu              | Datum odchodu    | Pozice v tabulce | Příchozí trenér          | Datum příchodu    |
| ------------------- | ------------------------- | -------------------------- | ---------------- | ---------------- | ------------------------ | ----------------- |
| Manchester City     | Brian Horton              | Vyhozen                    | 16. května 1995  | Před sezónou     | Alan Ball                | 2. července 1995  |
| Sheffield Wednesday | Trevor Francis            | Vyhozen                    | 20. května 1995  | Před sezónou     | David Pleat              | 14. června 1995   |
| Arsenal             | Stewart Houston (dočasný) | Konec smlouvy              | 8. června 1995   | Před sezónou     | Bruce Rioch              | 8. června 1995    |
| Bolton Wanderers    | Bruce Rioch               | Přesun do Arsenalu         | 8. června 1995   | Před sezónou     | Roy McFarland Colin Todd | 20. června 1995   |
| Blackburn Rovers    | Kenny Dalglish            | Ukončení kariéry           | 25. června 1995  | Před sezónou     | Ray Harford              | 25. června 1995   |
| Southampton         | Alan Ball                 | Přesun do Manchesteru City | 2. července 1995 | Před sezónou     | Dave Merrington          | 14. července 1995 |
| Bolton Wanderers    | Roy McFarland             | Vyhozen                    | 2. ledna 1996    | 20. místo        | Colin Todd               | 2. ledna 1996     |

## Tabulka
| Poř. | Tým                     | Z  | V  | R  | P  | VG | OG | B  |
| ---- | ----------------------- | -- | -- | -- | -- | -- | -- | -- |
| 1.   | Manchester United (C)   | 38 | 25 | 7  | 6  | 73 | 35 | 82 |
| 2.   | Newcastle United        | 38 | 24 | 6  | 8  | 66 | 37 | 78 |
| 3.   | Liverpool               | 38 | 20 | 11 | 7  | 70 | 34 | 71 |
| 4.   | Aston Villa             | 38 | 18 | 9  | 11 | 52 | 35 | 63 |
| 5.   | Arsenal                 | 38 | 17 | 12 | 9  | 49 | 32 | 63 |
| 6.   | Everton                 | 38 | 17 | 10 | 11 | 64 | 44 | 61 |
| 7.   | Blackburn Rovers        | 38 | 18 | 7  | 13 | 61 | 47 | 61 |
| 8.   | Tottenham Hotspur       | 38 | 16 | 13 | 9  | 50 | 38 | 61 |
| 9.   | Nottingham Forest       | 38 | 15 | 13 | 10 | 50 | 54 | 58 |
| 10.  | West Ham United         | 38 | 14 | 9  | 15 | 43 | 52 | 51 |
| 11.  | Chelsea                 | 38 | 12 | 14 | 12 | 46 | 44 | 50 |
| 12.  | Middlesbrough           | 38 | 11 | 10 | 17 | 35 | 50 | 43 |
| 13.  | Leeds United            | 38 | 12 | 7  | 19 | 40 | 57 | 43 |
| 14.  | Wimbledon               | 38 | 10 | 11 | 17 | 55 | 70 | 41 |
| 15.  | Sheffield Wednesday     | 38 | 10 | 10 | 18 | 48 | 61 | 40 |
| 16.  | Coventry City           | 38 | 8  | 14 | 16 | 42 | 60 | 38 |
| 17.  | Southampton             | 38 | 9  | 11 | 18 | 34 | 52 | 38 |
| 18.  | Manchester City (R)     | 38 | 9  | 11 | 18 | 33 | 58 | 38 |
| 19.  | Queens Park Rangers (R) | 38 | 9  | 6  | 23 | 38 | 57 | 33 |
| 20.  | Bolton Wanderers (R)    | 38 | 8  | 5  | 25 | 39 | 71 | 29 |

Pravidla pro klasifikaci: 1) Body; 2) Gólový rozdíl; 3) vstřelené góly
(C) Šampion; (R) Sestupující
|  | Postup do základní skupiny Ligy mistrů      |
|  | Postup do prvního kola Poháru UEFA          |
|  | Postup do prvního kola Poháru vítězů pohárů |
|  | Sestup do Football League First Division    |

Poznámky
1. ↑  Liverpool se kvalifikoval do Poháru vítězů pohárů díky postupu do finále FA Cupu (ve kterém podlehl Manchesteru United)

## Statistiky

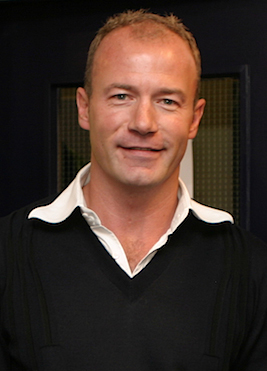
Alan Shearer se stal nejlepším střelcem Premier League v sezóně 1995/96 s 31 góly.

### Střelci

#### Nejlepší střelci
|    | Hráč              | Klub              | Góly |
| -- | ----------------- | ----------------- | ---- |
| 1. | Alan Shearer      | Blackburn Rovers  | 31   |
| 2. | Robbie Fowler     | Liverpool         | 28   |
| 3. | Les Ferdinand     | Newcastle United  | 25   |
| 4. | Dwight Yorke      | Aston Villa       | 17   |
| 5. | Teddy Sheringham  | Tottenham Hotspur | 16   |
| 6. | Chris Armstrong   | Tottenham Hotspur | 15   |
| 6. | Andrej Kančelskis | Everton           | 15   |
| 6. | Ian Wright        | Arsenal           | 15   |
| 9. | Eric Cantona      | Manchester United | 14   |
| 9. | Stan Collymore    | Liverpool         | 14   |
| 9. | Dion Dublin       | Coventry City     | 14   |

#### Hattricky
| Hráč              | Klub             | Soupeř              | Skóre   | Datum              | Ref.   |
| ----------------- | ---------------- | ------------------- | ------- | ------------------ | ------ |
| Matt Le Tissier   | Southampton      | Nottingham Forest   | 3:4 (H) | 15. srpna 1995     | [ 4 ]  |
| Robbie Fowler4    | Liverpool        | Bolton Wanderers    | 5:2 (D) | 23. srpna 1995     | [ 5 ]  |
| Alan Shearer      | Blackburn Rovers | Coventry City       | 5:1 (D) | 23. srpna 1995     | [ 6 ]  |
| Anthony Yeboah    | Leeds United     | Wimbledon           | 4:2 (D) | 23. srpna 1995     | [ 7 ]  |
| Les Ferdinand     | Newcastle United | Wimbledon           | 6:1 (D) | 21. října 1995     | [ 8 ]  |
| Gary McAllister   | Leeds United     | Coventry City       | 3:1 (D) | 28. října 1995     | [ 9 ]  |
| Alan Shearer      | Blackburn Rovers | Nottingham Forest   | 7:0 (D) | 18. listopadu 1995 | [ 10 ] |
| Alan Shearer      | Blackburn Rovers | West Ham United     | 4:2 (D) | 2. prosince 1995   | [ 11 ] |
| Dion Dublin       | Coventry City    | Sheffield Wednesday | 4:3 (H) | 4. prosince 1995   | [ 12 ] |
| Savo Milošević    | Aston Villa      | Coventry City       | 4:1 (D) | 16. prosince 1995  | [ 13 ] |
| Robbie Fowler     | Liverpool        | Arsenal             | 3:1 (D) | 23. prosince 1995  | [ 14 ] |
| Alan Shearer      | Blackburn Rovers | Bolton Wanderers    | 3:1 (D) | 3. února 1996      | [ 15 ] |
| Gavin Peacock     | Chelsea          | Middlesbrough       | 5:0 (D) | 4. února 1996      | [ 16 ] |
| Alan Shearer      | Blackburn Rovers | Tottenham Hotspur   | 3:2 (H) | 16. března 1996    | [ 17 ] |
| Mark Hughes       | Chelsea          | Leeds United        | 4:1 (D) | 13. dubna 1996     | [ 18 ] |
| Andrej Kančelskis | Everton          | Sheffield Wednesday | 5:2 (H) | 27. dubna 1996     | [ 19 ] |

Poznámky
4 Hráč vstřelil 4 góly
(D) – Domácí tým
(H) – Hostující tým

#### Nejlepší asistenti
|    | Hráč            | Klub              | Asistence |
| -- | --------------- | ----------------- | --------- |
| 1. | Steve McManaman | Liverpool         | 15        |
| 2. | Stan Collymore  | Liverpool         | 11        |
| 3. | John Barnes     | Liverpool         | 10        |
| 3. | Eric Cantona    | Manchester United | 10        |
| 3. | Ian Woan        | Nottingham Forest | 10        |
| 3. | Dwight Yorke    | Aston Villa       | 10        |
| 7. | Peter Beardsley | Newcastle United  | 9         |
| 7. | Ryan Giggs      | Manchester United | 9         |
| 7. | Mike Newell     | Blackburn Rovers  | 9         |
| 7. | Stuart Ripley   | Blackburn Rovers  | 9         |

### Čistá konta

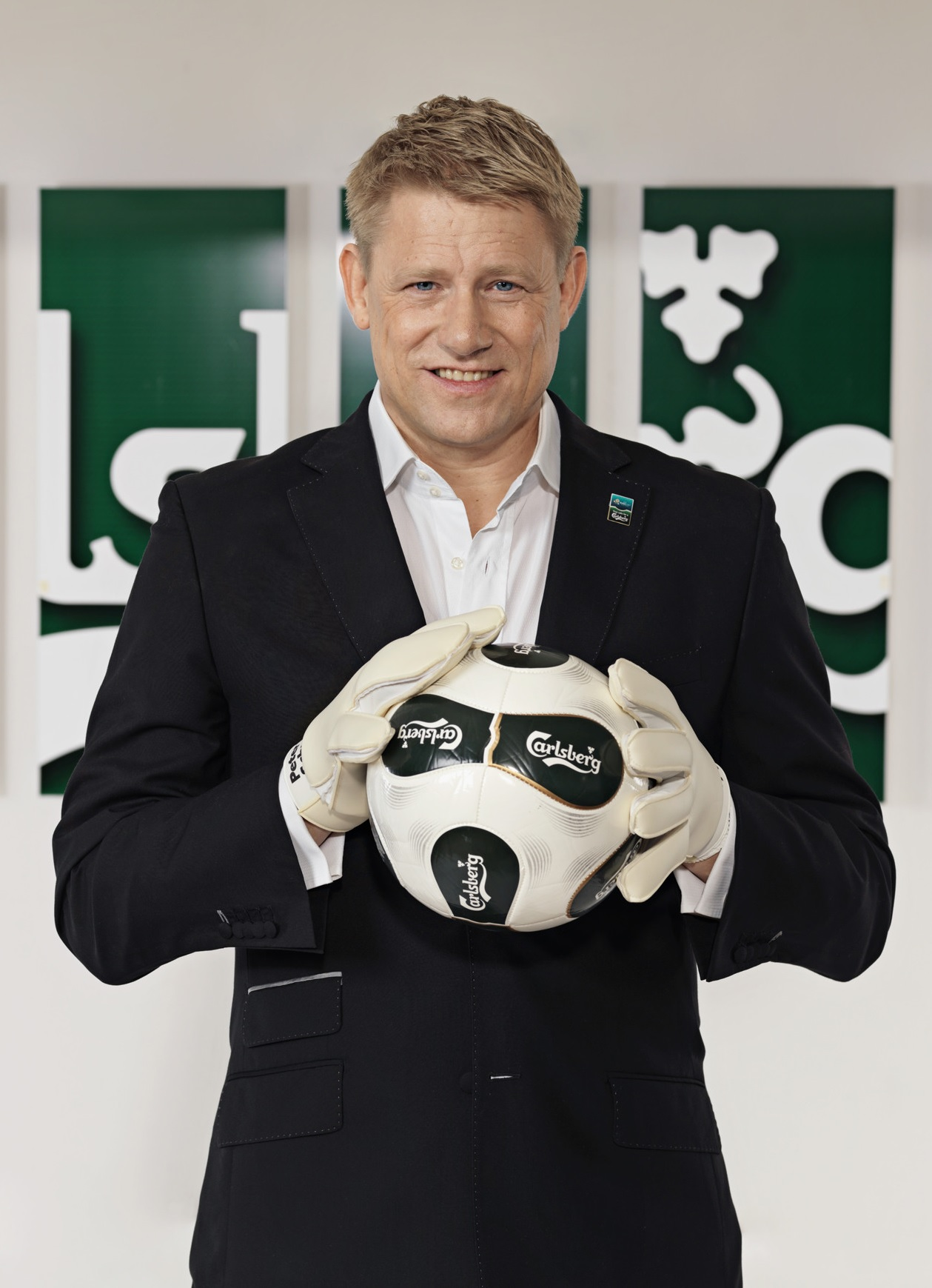
Peter Schmeichel udržel v sezóně 1995/96 nejvíce čistých kont (18), a to v dresu Manchesteru United.

|     | Hráč             | Klub              | Čistá konta |
| --- | ---------------- | ----------------- | ----------- |
| 1.  | Peter Schmeichel | Manchester United | 18          |
| 2.  | David James      | Liverpool         | 16          |
| 2.  | David Seaman     | Arsenal           | 16          |
| 4.  | Neville Southall | Everton           | 15          |
| 5.  | Mark Bosnich     | Aston Villa       | 13          |
| 6.  | Luděk Mikloško   | West Ham United   | 11          |
| 6.  | Ian Walker       | Tottenham Hotspur | 11          |
| 8.  | Dave Beasant     | Southampton       | 10          |
| 8.  | Dmitrij Charin   | Chelsea           | 10          |
| 10. | Mark Crossley    | Nottingham Forest | 9           |
| 10. | Tim Flowers      | Blackburn Rovers  | 9           |
| 10. | Gary Walsh       | Middlesbrough     | 9           |

### Disciplína

#### Hráči
- Nejvíce žlutých karet: 11[22]
  -  Mark Hughes (Chelsea)

- Nejvíce červených karet: 3[23]
  -  Vinnie Jones (Wimbledon)

#### Klub
- Nejvíce žlutých karet: 73[24]
  - Middlesbrough

- Nejvíce červených karet: 7[25]
  - Wimbledon

## Ocenění

### Měsíční
| Měsíc    | Manager of the Month | Manager of the Month | Player of the Month | Player of the Month |
| Měsíc    | Trenér               | Klub                 | Hráč                | Klub                |
| -------- | -------------------- | -------------------- | ------------------- | ------------------- |
| Srpen    | Kevin Keegan         | Newcastle United     | David Ginola        | Newcastle United    |
| Září     | Kevin Keegan         | Newcastle United     | Anthony Yeboah      | Leeds United        |
| Říjen    | Frank Clark          | Nottingham Forest    | Trevor Sinclair     | Queens Park Rangers |
| Listopad | Alan Ball            | Manchester City      | Rob Lee             | Newcastle United    |
| Prosinec | Roy Evans            | Liverpool            | Robbie Fowler       | Liverpool           |
| Leden    | Roy Evans            | Liverpool            | Stan Collymore      | Liverpool           |
| Leden    | Roy Evans            | Liverpool            | Robbie Fowler       | Liverpool           |
| Únor     | Alex Ferguson        | Manchester United    | Dwight Yorke        | Aston Villa         |
| Březen   | Alex Ferguson        | Manchester United    | Eric Cantona        | Manchester United   |
| Duben    | Dave Merrington      | Southampton          | Andrej Kančelskis   | Everton             |

### Roční ocenění
| Ocenění                         | Vítěz         | Klub              |
| ------------------------------- | ------------- | ----------------- |
| PFA Players' Player of the Year | Les Ferdinand | Newcastle United  |
| PFA Young Player of the Year    | Robbie Fowler | Liverpool         |
| Hráč roku dle FWA               | Eric Cantona  | Manchester United |

| PFA Team of the Year | PFA Team of the Year             | PFA Team of the Year             | PFA Team of the Year            | PFA Team of the Year            |
| -------------------- | -------------------------------- | -------------------------------- | ------------------------------- | ------------------------------- |
| Brankář              | David James (Liverpool)          | David James (Liverpool)          | David James (Liverpool)         | David James (Liverpool)         |
| Obránci              | Gary Neville (Manchester United) | Tony Adams (Arsenal)             | Ugo Ehiogu (Aston Villa)        | Alan Wright (Aston Villa)       |
| Záložníci            | Steve Stone (Nottingham Forest)  | Rob Lee (Newcastle United)       | Ruud Gullit (Chelsea)           | David Ginola (Newcastle United) |
| Útočníci             | Les Ferdinand (Newcastle United) | Les Ferdinand (Newcastle United) | Alan Shearer (Blackburn Rovers) | Alan Shearer (Blackburn Rovers) |

## Vítěz
| Premier League 1995/96 Manchester United (3. titul) |